# Ангорська коза

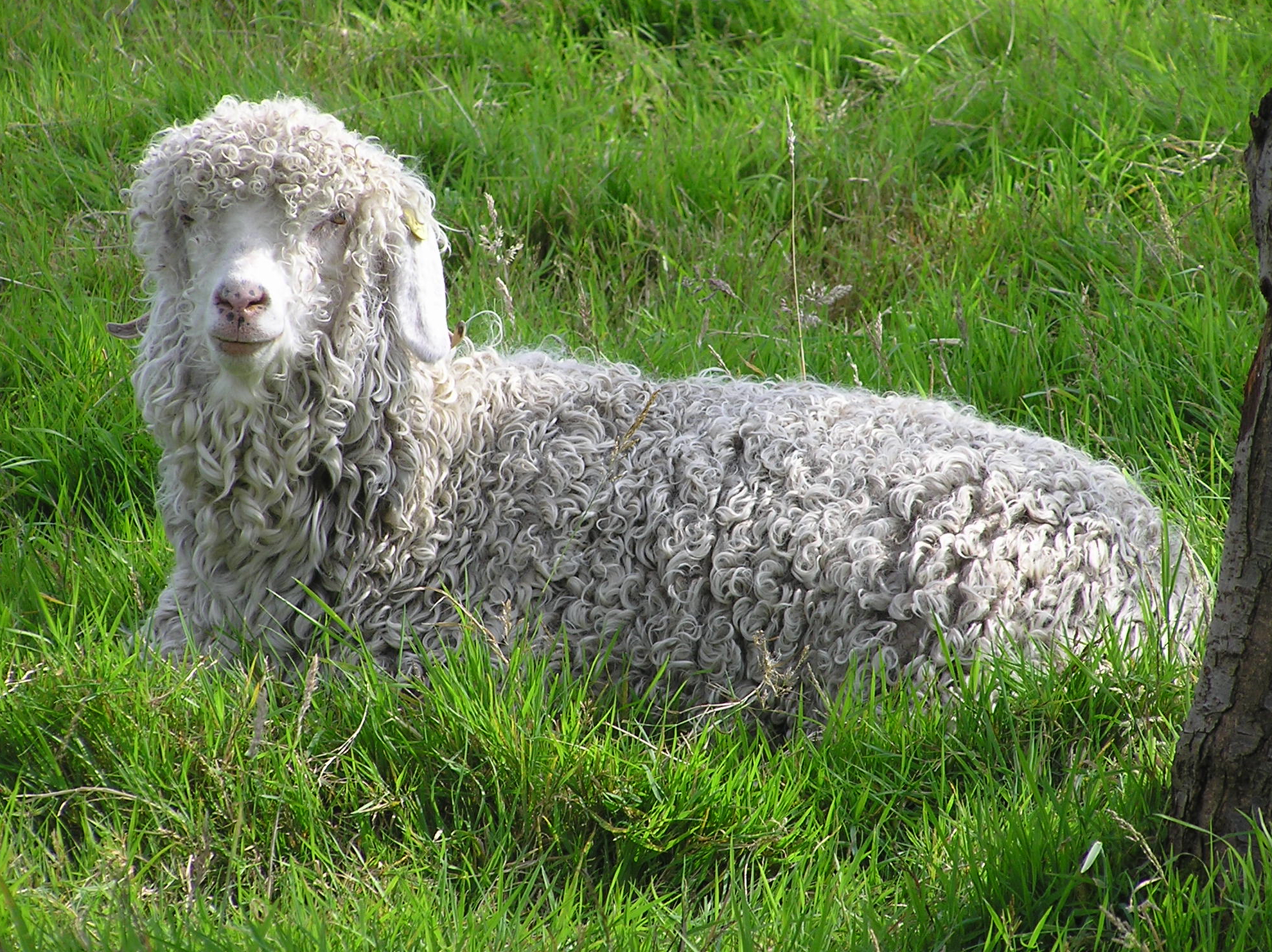
Ангорська коза

Анго́рська коза (відома як камельська коза, від араб. chamal, тонкий) — одна з видів домашньої кози, яка вважається найкращою для отримання вовни. З шерсті ангорських кіз виробляють мохер, відомий в народі як ангора.

## Історія
Ангорська коза поширена переважно в США, Туреччині та ПАР.
Назва походить від турецької провінції Ангора (Анкара), хоч батьківщиною ангорських кіз вважаються західні райони Туркменістану. Перших кіз цієї породи було завезено в Європу Карлом V близько 1554 року, проте такий досвід виявився невдалим.
На територію Сполучених Штатів Америки ангорські кози потрапили у 1849 році завдяки Джеймсу П. Девісу(англ. James P. Davis). Сім дорослих ангорських кіз були подарунком від султана Абдула-Меджида І на знак вдячності за його послуги та консультації у підвищенні якості бавовни. Після закінчення Громадянської війни у США більша частина стада була знищена, але врешті-решт розведення ангорських кіз було успішним на південному заході, зокрема в штаті Техас, оскільки там є достатня кількість трави та кущів для годівлі. Навіть на сьогоднішній день Техас є найбільшим виробником мохеру у США та займає друге місце по величині у світі.

## Характеристика

### Зовнішній вигляд
Представники цієї породи вирізняються густою м'якою шерстю. Вовна ангорських кіз однорідна, 44–46 якості, біла (дуже рідко можна зустріти шерсть сірого або темних кольорів), відзначається сильним блиском, міцністю і пружністю. Окрім вух, передньої частини морди та нижньої частини ніг, коза повністю вкрита густою шерстю. Для ангорських кіз характерна невелика голова с довгими витягнутими вухами. За формою рогів легко визначити стать тварини: самці мають великі завернуті роги, самки — маленькі та тонкі, відведені до спини. Порода відрізняється сильними кінцівками і малорозвиненою грудною кліткою.

### Продуктивність
Використовується для виготовлення плюшу, оксамиту, трикотажу, килимів, штучного хутра. На відміну від більшості овець, яких стрижуть лише один раз, ангорських кіз стрижуть двічі на рік. Настриг вовни з дорослих кіз — 3–5 кг, з цапів — 4–6 кг. Вихід чистого волокна — 75–80 %. Довжина вовни — від 18–25 до 35 см. У вовні ангорської кози є невелика кількість короткої ості, що трохи знижує її якість.
Вага кіз — 32–35 кг, цапів — 50–55 кг. Ангорські кози вимагають кращої годівлі і мають менш міцну конституцію порівняно з іншими породами кіз, які поширені на території колишнього СРСР. Молочна продуктивність кіз за лактацію 60–100 л при жирності 4,4 %.
Невеликі стада ангорських кіз розводять в республіках Середньої Азії. В південних районах ангорських кіз використовують для поліпшення шерстних якостей місцевих кіз.